# Szemenyei János
Szemenyei János (Székesfehérvár, 1981. december 31. –) magyar színész, zeneszerző.

## Élete
13 évesen már szerepet kapott a Vörösmarty Színházban, a Légy jó mindhalálig és a Pál utcai fiúk előadásokban. A budapesti Vörösmarty Mihály Gimnáziumban érettségizett. Elsőre nem vették fel a színművészetire, ezért több vidéki színházban is vállalt statiszta szerepeket. A Madách Színház Stúdiójának növendéke is volt.
2001–2005 között a Színház- és Filmművészeti Egyetem hallgatója, operett-musical szakon. Diplomaszerzése után a zalaegerszegi Hevesi Sándor Színház (2005–2009 között), majd 2009–2011 között a Vígszínház tagja lett. 2011-2023 között a kecskeméti Katona József Színház tagja volt. Mellette 2013–2015 között, majd 2022-től a Pesti Magyar Színház zenei vezetője.
A Proton Színház állandó szereplője.
A színészet mellett zeneszerzéssel is foglalkozik. Felvételizett a Liszt Ferenc Zeneművészeti Egyetemre is, de nem vették fel. 2020-ban Horgas Ádámmal közösen jegyzi a 169 művész közreműködésével készített Kis suttogás című karanténdalt.

### Magánélete
Felesége Kovács Lotti színésznő. Gyermekeikː Janka és Ábel.

## Fontosabb színházi szerepei, munkái
- Vizy Márton – Tóth Dávid Ágoston: Én, József Attila (József Attila) – 2022
- Szörényi Levente – Bródy János – Sarkadi Imre – Ivánka Csaba: Kőműves Kelemen (Boldizsár) – 2017/2018 http://szemenyeijanos.com/shows/komuves-kelemen/
- Bertolt Brecht: A Jóember Szecsuánból (Jang Szun, Állástalan Repülő ) (Színpadi Zene) – 2017/2018 http://szemenyeijanos.com/shows/a-joember-szecsuanbol/
- Leo Stein – Kálmán Imre: Csárdáskirálynő (Kaucsiánó Bonifác Gróf ) – 2017/2018 http://szemenyeijanos.com/shows/csardaskiralyno-2/
- John Updike – Tasnádi István: Az Eastwicki Boszorkányok (Zene) – 2016/2017
- Henrik Ibsen: Gabler Hedda (Brack, Asszesszor) – 2016/2017
- Szirmai Albert – Bakonyi Károly – Gábor Andor: Mágnás Miska (Ibolya Mihály, Lovász Az Eleméry Kastélyban) – 2016/2017
- William Shakespeare: Vízkereszt (Orsino Herceg, Illyria Hercege) – 2016/2017
- Benedek Albert: Rátenyér (Árpád, Újságíró, Bényey, Közművelődési Referens, Dezső Atya, Pap) (Zene) – 2015/2016
- Csokonai Vitéz Mihály: Dorottya (Csokonai Vitéz Mihály) – 2015/2016
- L. Frank Baum: Óz (Zeneszerző) – 2015/2016
- Tauno Yliruusi – Erdeős Anna – Szemenyei János: Börtönkarrier (Zeneszerző) – 2015/2016
- Tennessee Williams: Macska A Forró Bádogtetőn (Brick Pollitt) – 2015/2016
- Egressy Zoltán: Szimpla Szerda (Zene) – 2015/2016
- Illés Zenekar – Szente Vajk: Tied A Világ! (Szereplő) – 2015/2016
- Tirso De Molina: Hol Szoknya, Hol Nadrág (Don Martin) – 2014/2015
- Déry Tibor: Az Óriáscsecsemő (Zeneszerző) – 2014/2015
- Vörösmarty Mihály: Csongor És Tünde (Mirígy) – 2014/2015
- Fekete István: Vuk (Zeneszerző) – 2014/2015
- Molnár Ferenc: Liliom (Zene) – 2014/2015
- 100 Év Orfeum (Jancsi) – 2013/2014
- Ivanyos Ambrus: Vonalhúzás (Zenei Vezető) – 2013/2014
- James Lapine – Stephen Sondheim: Vadregény – Into The Woods (Jankó) (Zenei Vezető) – 2013/2014
- Kolozsi Angéla: Unokák A Polcon (Zene) – 2013/2014
- Várkonyi Mátyás – Béres Attila: Mata Hari (Vadim Maszloff) – 2013/2014
- William Shakespeare: Romeó És Júlia (Zene) – 2013/2014
- Weöres Sándor: A Kétfejű Fenevad (Bornemissza Ambrus, Deák) – 2013/2014
- Réczei Tamás: Szabadság Kórus (Énekes Szilveszter) – 2013/2014
- Michael Frayn: Függöny Fel! (Garry Lejeune, Roger Lillicap) – 2013/2014
- Mundruczó Kornél – Wéber Kata: Demencia (Zene, Zene) – 2013/2014
- Denevér (Nietoperz) (Zene, Zene) – 2013/2014
- Szerb Antal: Holdvilág És Utasa (Zene) – 2013/2014
- Boldizsár Miklós – Bródy János – Szörényi Levente: István, A Király (Laborcz, Magyar Úr ) – 2012/2013
- Cseh Tamás-Emlékest (Szereplő) – 2012/2013
- Szabó Magda – Szemenyei János – Somogyi Szilárd: Álarcosbál (Zeneszerző) – 2012/2013
- David Greig – Gordon Mcintyre: Szentivánéj (Zenei Munkatárs) – 2012/2013
- Réczei Tamás: Vasárnapi Gyerekek (Stein András) (Zene) – 2012/2013
- William Shakespeare: A Vihar (Ariel, Szellem) – 2012/2013
- Gimesi Dóra: A Csomótündér (Zeneszerző) – 2012/2013
- Michael Ende: Momo (Zeneszerző) – 2012/2013
- László Miklós: Illatszertár (Árpád) – 2012/2013
- Tolcsvay László – Müller Péter – Bródy János: Doctor Herz (Herz) – 2012/2013
- Szomor György – Pejtsik Péter – Miklós Tibor: Báthory Erzsébet (Walter Nyomozó) – 2012/2013
- Karafiáth Orsolya – Bella Máté: A Macskadémon (Szereplő) – 2011/2012
- Szomor György – Pejtsik Péter – Miklós Tibor: Báthory Erzsébet (Walter Nyomozó) – 2011/2012
- John Maxwell Coetzee: Szégyen (Szereplő) (Zene) – 2011/2012
- Jeli Viktória – Berg Judit: Mesék A Tejúton Túlról (Zene) – 2011/2012
- Heinrich Von Kleist: Az Eltört Korsó (Walter, Törvényszéki Tanácsos) – 2011/2012
- Galambos Attila – Szemenyei János – Réczei Tamás: Winnetou (Zeneszerző) – 2011/2012
- Hugh Wheeler – Stephen Sondheim: Egy Nyári Éj Mosolya (Henrik, Henrik) – 2011/2012
- Katona József: Bánk Bán (Biberach, Egy Lézengő Ritter) – 2011/2012
- Agatha Christie: Az Egérfogó (Trotter Felügyelő) – 2011/2012
- Karafiáth Orsolya – Bella Máté: A Macskadémon (Macskadémon, – Tenor) – 2010/2011
- Bíró Yvette – Mundruczó Kornél: Nehéz Istennek Lenni (Varjassy Rudolf) (Zene) – 2010/2011
- Madách Imre: Az Ember Tragédiája (Zene) – 2010/2011
- David Rogers: Tom Jones (Northerton Kapitány, Domino Iii, Orvos) – 2010/2011
- Madách Imre: Az Ember Tragédiája (Zeneszerző) – 2010/2011
- Tasnádi István: Paravarieté (Szereplő) (Zene) – 2010/2011
- Beth Henley: A Szív Bűnei (Zene) – 2010/2011
- Garaczi László: Ovibrader (Szereplő) (Zeneszerző) – 2010/2011
- Garaczi László: Ovibrader (Szereplő) (Zeneszerző) – 2010/2011
- James Rado – Gerome Ragni – Mcdermot: Hair (Claude) – 2009/2010
- Benny Andersson – Björn Ulvaeus – Tim Rice: Sakk (Frederick Trumper) – 2009/2010
- Kihagyhatatlan (Zene) – 2009/2010
- Garaczi László: Ovibrader (Szereplő) (Zene) – 2009/2010
- Sheldon Harnick – Jerry Bock – Joseph Stein: Hegedűs A Háztetőn (Mótel Kamzojl, Szabó) – 2009/2010
- Chloe Moss: Mr. Pöpec (Zene) – 2009/2010
- Molnár Ferenc: Az Ibolya (Zeneszerző) (Zene) – 2009/2010
- Molnár Ferenc: Egy, Kettő, Három (Zene) – 2009/2010
- Garaczi László: Plazma (Zene) – 2009/2010
- William Shakespeare: Othello (Rodrigo, Szerelmes Nemes Úr ) – 2009/2010
- Peter Shaffer: Amadeus (Wolfgang Amadeus Mozart ) – 2008/2009
- Tasnádi István: Fédra Fitness (Zene) – 2008/2009
- Tasnádi István: Tranzit (Steward 2, (Táskalakó)) (Zeneszerző) – 2007/2008
- Remenyik Zsigmond: Pokoli Disznótor (I. Vándorló) – 2007/2008
- William Shakespeare: Iii. Richárd (Iii. Richard, Gloster Hercege) – 2007/2008
- Drakula (Zene) – 2006/2007
- Tasnádi István: Finito (Zeneszerző) – 2006/2007
- Jonathan Wood – Fred Farelli: Démonológia (Minden Ami Furcsa , (Jonathan Wood) ) (Zene) – 2006/2007
- Dés László – Koltai Róbert – Nógrádi Gábor: Sose Halunk Meg (Imi) – 2006/2007
- Dés László – Koltai Róbert – Nógrádi Gábor: Sose Halunk Meg (Imi) – 2006/2007
- James Rado – Gerome Ragni – Mcdermot: Hair (Woof) – 2006/2007
- Kurt Weill – Bertolt Brecht: Koldusopera ( I. Konferanszié) – 2006/2007
- Pénzes Csaba: Karády (Hangszerelte) – 2005/2006
- Miklós Tibor – Várkonyi Mátyás: Sztárcsinálók (Néró) – 2004/2005
- A.Lloyd Webber – Ben Elton – Bródy János: Volt Egyszer Egy Csapat (Daniel) – 2004/2005
- Bereményi Géza – Horváth Károly: Laura ( Madarász Csaba, Zsolt Bátyja, Balaskóné ) – 2004/2005
- A Tüsszentés (Szereplők) – 2004/2005
- Musical-Est (Szereplők) – 2003/2004
- Michael John Lachiusa: Helló! Igen?! (A Srác ) – 2003/2004
- Miklós Tibor – Várkonyi Mátyás: Sztárcsinálók (Néró) – 2003/2004
- Alain Boublil – Claude-Michel Schönberg: Miss Saigon (Thuy) – 2002/2003

## Filmszerepei
- Drága örökösök – A visszatérés (2023–2024)
- Fehér Isten (2014)
- Original Láger (2006)

## Szinkronszerepei
- Az oroszlánkiraly (film, 2019) – Timon Billy Eichner
- Az életteli Vivo (2021) – Vivo Lin-Manuel Miranda
- Super Mario Bros.: A film (2023) – Mario Chris Pratt
- Leó (2023) – Jayda apja Jason Alexander
- Kivánság (2023) – Gabo Harvey Guillen

## Díjai, elismerései
- Artisjus-díj (2005)
- VIDOR fesztivál díj ― Legjobb férfi epizódalakítás díj (2013)
- Magyar Arany Érdemkereszt (2021)[14]
- Latabár-díj (2021)[15]
- „Együtt a művészetért” Díj – 2019-2020 – Az évad legjobb epizodistája a kecskeméti Katona József Színházban
- „Együtt a művészetért” Díj – 2018-2019 – Város kedvence az évadban, kecskeméti Katona József Színházban
- Vidéki Színházak Fesztiválja díj – 2018 –    A legjobb férfi karakter-alakítás díja Bóni grófért, a kecskeméti Csárdáskirálynőben
- POSZT-díj – 2018 – A legjobb férfi mellékszereplő díja Bóni gróf alakításáért, a kecskeméti Csárdáskirálynőben
- „Együtt a művészetért” Díj – 2016-2017 –   Az évad legjobb színésze a kecskeméti Katona József Színházban
- Arany Kotta díj – 2013 – Legjobb színész új musical-produkcióban Laborc alakításáért az István, a királyban, a címszerepért a Doctor Herz-ben
- Brighella-díj – 2013 – A legjobb epizód-alakítás díja a Vidor Fesztiválon Árpád alakításáért az Illatszertárban, a Centrál Színház előadásában
- ESTem Díj – 2011-2012 – Az évad legjobb színésze a kecskeméti Katona József Színházban
- Petőfi-díj – 2004 – Néró alakításáért a Sztárcsinálókban, a veszprémi Petőfi Színház előadásában